# 台湾薄齿藓
台湾薄齿藓（学名：Leptodontium taiwanense）为青藓科薄齿藓属下的一个种。